# Александра Давид-Неель
Александра Давид-Неель (фр. Alexandra David-Néel, 24 жовтня 1868, Сен-Манді — 8 вересня 1969, Дінь-ле-Бен) — французька оперна співачка, поетеса і композиторка, більш відома як мандрівниця, анархофеміністка, письменниця, лідерка культу, антропологиня і дослідниця Тибету, в якому провела багато років. 
Довершено володіла санскритом і тибетською, що дозволило їй вивчати буддистські тексти та практикувати східні езотеричні вчення. Першою з європейських жінок досягла столиці Тибету Лхаси в 1924 році. Знаменита також низкою книг про буддизм та єзотеричні вчення в Тибеті: фр. "Mystiques et magiciens du Thibet" (англ. "Magic and Mystery in Tibet"), "Initiations lamaïques" (англ. "Initiations and Initiates in Tibet") та інших.
Біографія